# Louise Erdrich
Louise Erdrich (Little Falls, Minnesota, 1954) és una escriptora nord-americana d'origen anishinaabemowin i alemany, membre de la Turtle Band of Chippewa, es crià a Wahpeton (Dakota del Nord) on els seus pares eren mestres de l'escola de la BIA. Les seves obres són ambientades entre els chippewa de Minnesota i Wisconsin. Va estar casada des del 1981 amb el també escriptor amerindi Michael Dorris, fins que se suïcidà el 1997. El novembre del 2012, rep el National Book Award for Fiction [Premi nacional de llibres de ficció; EUA] per la seva novel·la The Round House [La casa rodona].

## Novel·les
- Jacklight, NY: Holt, Rinehart, and Winston, 1984
- The Painted Drum
- Love Medicine, Holt, 1984, (winner of the National Book Critics Circle Award)
- The Beet Queen, Holt, 1986
- Tracks: a novel, NY: Henry Holt, 1988
- Baptism of desire: poems, NY: Harper & Row, 1989
- Route Two, Lord John Press, 1990
- The Crown of Columbus, 1991, (with her late husband, Michael Dorris)
- The Bingo Palace, NY: HarperCollinsPublishers, 1994.
- Tales of Burning Love
- The Last Report on the Miracles at Little No Horse
- The Master Butchers Singing Club
- Four Souls
- The Blue Jay's Dance: A Birth Year, HarperCollins, 1995
- The Antelope Wife (winner of the 1999 World Fantasy Award)
- The Birchbark House, NY: Hyperion Books for Children, 1999
- The Last Report on the Miracles at Little No Horse, NY: HarperCollins, 2001
- The Master Butcher's Singing Club: A Novel, NY: HarperCollins, 2003
- Four Souls (2004)
- The Painted Drum (2005)
- The Plague of Doves (Harper, 2008)
- Shadow Tag (Harper, 2010)
- The Round House (2012)

## Poesia
- Baptism of Desire
- Jacklight